# 我愛夜來香
《我愛夜來香》（英語：All the Wrong Spies），是1983年上映的一部香港動作喜劇電影，為導演泰迪羅賓執導的首部電影，由林子祥、林青霞、泰迪羅賓、徐克等主演。本片為1981年電影《鬼馬智多星》（臺灣片名《夜來香》）之續作。本片獲得第20屆金馬獎及第3屆香港電影金像獎共六項提名。

## 角色
| 演員       | 角色       | 備註                       |
| 林子祥     | 阿喲       | 夜来香事务所私家偵探，間諜 |
| 林青霞     | 天子第一號 | 局長未婚妻，间谍           |
| 泰迪羅賓   | 羅賓探長   |                            |
| 徐克       | 廣島太郎   | 日本天皇之御用特务         |
| 秦沛       | 肥鸡       | 警察局长                   |
| 盧業瑂     | 小笼包     | 局长女儿，間諜             |
| 成奎安     | 大傻       | 局长侍卫                   |
| 西瓜刨     |            | 局长佣人，间谍             |
| 仙杜拉     | 女高音     | (客串)                     |
| 秦尉文     | 沙灘女郎   | (客串)                     |
| Joe Junior |            | (客串)                     |
| 聶安達     | 美国佬     | (客串)                     |
| 曾志伟     | 日本兵     | (客串)                     |
| 石天       | 日本兵     | (客串)                     |

## 電影歌曲
| 歌名         | 演唱者 | 作曲   | 填詞   |
| 〈海市蜃樓〉 | 林子祥 | 林子祥 | 鄭國江 |
| 〈幾段情歌〉 | 林子祥 | 林子祥 | 鄭國江 |

## 獎項
| 年份 | 頒獎典禮            | 獎項         | 獲提名                                              | 結果 |
| ---- | ------------------- | ------------ | --------------------------------------------------- | ---- |
| 1983 | 第20屆金馬獎        | 最佳剪輯     | 周國忠                                              | 提名 |
| 1984 | 第3屆香港電影金像獎 | 最佳導演     | 泰迪羅賓                                            | 提名 |
| 1984 | 第3屆香港電影金像獎 | 最佳攝影     | 古國華                                              | 提名 |
| 1984 | 第3屆香港電影金像獎 | 最佳美術指導 | 奚仲文                                              | 提名 |
| 1984 | 第3屆香港電影金像獎 | 最佳音樂     | 鮑比達                                              | 提名 |
| 1984 | 第3屆香港電影金像獎 | 最佳電影歌曲 | 〈海市蜃樓〉 主唱：林子祥 作曲：鄭國江 填詞：林子祥 | 提名 |